# The Walking Dead (Franchise)

Logo des Franchises

Das The Walking Dead Franchise ist ein Serienuniversum, welches von AMC produziert wird und aus einer Reihe von Fernsehserien besteht, welche auf der gleichnamigen Comicserie von Robert Kirkman basieren. Im Mittelpunkt der Handlung steht das Überleben einer Zombieapokalypse.
Das Comic wurde erstmals 2010 mit The Walking Dead adaptiert, 2015 folgte Fear the Walking Dead. Später wurde The Walking Dead: World Beyond angekündigt, welche 2020 erschien. Eine Anthologie-Serie namens Tales of the Walking Dead erschien 2022. Drei weitere Spin-Off zu Figuren der Mutterserie wurden angekündigt: The Walking Dead: Dead City mit Maggie und Negan, The Walking Dead: Daryl Dixon mit Daryl und The Walking Dead: The Ones Who Live mit Rick und Michonne im Mittelpunkt.
Zu den Schauspielern, die in mehreren Serien innerhalb des Franchises aufgetreten sind gehören unter anderem: Andrew Lincoln, Melissa McBride, Tom Payne, Lennie James, Austin Amelio, Pollyanna McIntosh, Samantha Morton, Christine Evangelista, Noah Emmerich, Lauren Cohan, Jeffrey Dean Morgan, Steven Ogg, Norman Reedus, Danai Gurira, Seth Gilliam und Cailey Fleming.

## Entwicklung
Im Januar 2010 bestellte AMC einen Piloten von The Walking Dead mit Frank Darabont als Regisseur und Gale Anne Hurd als Produzentin. Andrew Lincoln wurde als Rick Grimes besetzt. Im September 2013 wurde bekanntgegeben, dass Robert Kirkman an einem Prequel mit neuen Figuren arbeiten würde, die Serie wurde Fear the Walking Dead genannt. Lennie James und Austin Amelio verließen die Hauptserie nach der achten Staffel und James trat dem Spin-Off zur vierten Staffel bei, Amelio folgte in der fünften und Christine Evangelista in der sechsten Staffel.
Scott Gimple kündigte auf der San Diego Comic-Con International 2018 die zweite Spin-Off-Serie The Walking Dead: World Beyond an, wobei Pollyanna McIntosh ihre Rolle als Jadis aus der Mutterserie wieder aufnehmen würde. Die Serie wurde für zwei Staffeln produziert. Im November desselben Jahres kündigte Gimple drei Filme an, mit Lincoln als Rick Grimes in der Hauptrolle an. Im Laufe des Jahres 2022 wurden drei weitere Serien mit den Figuren Maggie und Negan, Daryl und Rick und Michonne angekündigt, während die „Rick-Filme“ abgesetzt wurden.

## Fernsehserien

### Übersicht
| Titel                     | Staffeln | Episoden | Erstausstrahlung USA | Erstausstrahlung USA | Deutschsprachige Erstausstrahlung | Deutschsprachige Erstausstrahlung | Showrunner                                           |
| Titel                     | Staffeln | Episoden | Premiere             | Finale               | Premiere                          | Finale                            | Showrunner                                           |
| ------------------------- | -------- | -------- | -------------------- | -------------------- | --------------------------------- | --------------------------------- | ---------------------------------------------------- |
| The Walking Dead          | 11       | 177      | 31. Oktober 2010     | 20. November 2022    | 5. November 2010                  | 21. November 2022                 | Frank Darabont Glen Mazzara Scott Gimple Angela Kang |
| Fear the Walking Dead     | 8        | 113      | 23. August 2015      | 19. November 2023    | 24. August 2015                   | 20. November 2023                 | Dave Erickson Andrew Chambliss Ian B. Goldberg       |
| World Beyond              | 2        | 20       | 4. Oktober 2020      | 5. Dezember 2021     | 2. Oktober 2020                   | 6. Dezember 2021                  | Matthew Negrete                                      |
| Tales of the Walking Dead | 1        | 6        | 14. August 2022      | 18. September 2022   | 19. Februar 2023                  | 19. Februar 2023                  | Channing Powell                                      |
| Dead City                 | 2+       | 14       | 18. Juni 2023        |                      | 13. Oktober 2023                  |                                   | Eli Jorné                                            |
| Daryl Dixon               | 2+       | 12       | 10. September 2023   |                      | 8. Dezember 2023                  |                                   | David Zabel                                          |
| The Ones Who Live         | 1        | 6        | 25. Februar 2024     | 31. März 2024        | 26. Februar 2024                  | 1. April 2024                     | Scott Gimple Danai Gurira                            |

### The Walking Dead (2010–2022)
Sheriff Rick Grimes erwacht aus einem Koma und findet sich in einer postapokalyptischen Welt wieder, in der die Untoten nun die Oberhand haben. Rick kämpft um das Überleben und das Wohl seiner Familie und Freunde und muss dabei Verluste und Traumata verarbeiten. Dabei findet er halbwegs funktionierende Zivilisationen, welche nicht immer so sind, wie sie scheinen. Somit sind nicht nur die Untoten, sondern auch andere Menschen eine Gefahr. Rick setzt dabei seine eigenen Methoden, Gesetze und Moral ein, um seiner Gruppe das Überleben zu sichern.

### Fear the Walking Dead (2015–2023)
Die Serie startet in Los Angeles, Kalifornien und stellt die Patchworkfamilie Clark in den Mittelpunkt: Madison Clark, Vertrauenslehrerin an einer High School, ihr Freund und Englischlehrer Travis Manawa und ihre zwei Kinder Alicia und Nick. Die Familie muss sich trotz zahlreicher Meinungsverschiedenheiten in der Zombie-Apokalypse herumschlagen, um den Untergang der Zivilisation zu überleben.

### World Beyond (2020–2021)
Vier Teenager, welche zehn Jahre in der Apokalypse groß wurden, leben in der sogenannten „Campus-Kolonie“, entdecken die Welt außerhalb ihrer Komfortzone. Auf diesem Wege erfolgen Ereignisse, welche sie zu Gegnern oder Helden machen.

### Tales of the Walking Dead (2022)
Eine Anthologie-Serie, welche im The Walking Dead-Universum spielt, spiegelt die Vergangenheit von neuen und alten Figuren wider.

### The Walking Dead: Dead City (seit 2023)
Maggie und Negan finden sich im postapokalyptischen New York City wieder, wo deren Bewohner die Stadt voller Schönheit, Terror, Anarchie und Gefahr bevölkern.

### The Walking Dead: Daryl Dixon (seit 2023)
Daryl Dixon will herausfinden, wie er in Frankreich gelandet ist und wie er wieder nach Hause kommen kann.

### The Walking Dead: The Ones Who Live (2024)
Die Serie setzt nach den Ereignissen der fünften Episode der neunten Staffel und der dreizehnten Episode der zehnten Staffel an und erzählt eine Geschichte über zwei Figuren, welche nach langer Trennung voneinander nacheinander suchen.

### Wiederkehrende Besetzung und Figuren
| Figur               | Darsteller            | Fernsehserien    | Fernsehserien         | Fernsehserien | Fernsehserien             | Fernsehserien | Fernsehserien | Fernsehserien     |
| Figur               | Darsteller            | The Walking Dead | Fear the Walking Dead | World Beyond  | Tales of the Walking Dead | Dead City     | Daryl Dixon   | The Ones Who Live |
| ------------------- | --------------------- | ---------------- | --------------------- | ------------- | ------------------------- | ------------- | ------------- | ----------------- |
| Alpha               | Samantha Morton       | Hauptrolle       |                       |               | Hauptrolle                |               |               |                   |
| Daryl Dixon         | Norman Reedus         | Hauptrolle       |                       |               |                           |               | Hauptrolle    |                   |
| Dwight              | Austin Amelio         | Hauptrolle       | Hauptrolle            |               |                           |               |               |                   |
| Michonne Grimes     | Danai Gurira          | Hauptrolle       |                       |               |                           |               |               | Hauptrolle        |
| Rick Grimes         | Andrew Lincoln        | Hauptrolle       | Gastauftritt          |               |                           |               |               | Hauptrolle        |
| Edwin Jenner        | Noah Emmerich         | Gastauftritt     |                       | Gastauftritt  |                           |               |               |                   |
| Morgan Jones        | Lennie James          | Hauptrolle       | Hauptrolle            |               |                           |               |               |                   |
| Carol Peletier      | Melissa McBride       | Hauptrolle       | Gastauftritt          |               |                           |               | Gastauftritt  |                   |
| Maggie Rhee         | Lauren Cohan          | Hauptrolle       |                       |               |                           | Hauptrolle    |               |                   |
| Paul „Jesus“ Rovia  | Tom Payne             | Hauptrolle       | Gastauftritt          |               |                           |               |               |                   |
| Sherry              | Christine Evangelista | Nebenrolle       | Hauptrolle            |               |                           |               |               |                   |
| Simon               | Steven Ogg            | Hauptrolle       |                       |               |                           | Gastauftritt  |               |                   |
| Negan Smith         | Jeffrey Dean Morgan   | Hauptrolle       |                       |               |                           | Hauptrolle    |               |                   |
| Anne „Jadis“ Stokes | Pollyanna McIntosh    | Hauptrolle       |                       | Hauptrolle    |                           |               |               | Hauptrolle        |

## Webserien
Für die zweite Staffel wurde eine sechsteilige Webserie produziert, die am 3. Oktober 2011 auf der Website von AMC online gestellt wurde. Die Webserie trägt den Titel The Walking Dead: Torn Apart und erzählt in sechs Webisoden die Geschichte von Hanna, dem sogenannten „Bicycle Girl“. Das „Bicycle Girl“ ist das Beißermädchen, welches von Rick in der ersten Episode der ersten Staffel in der Nähe des Krankenhauses erlöst wurde. Das Drehbuch der Webisoden schrieb John Esposito, Regie führte Greg Nicotero.
Auch für die dritte Staffel wurde eine vierteilige Webserie gedreht, die den Titel The Walking Dead: Cold Storage trägt. Erzählt wird darin die Geschichte von Chase, einem jungen Mann, der Schutz in einem großen Lagerhaus sucht und dort auf andere Überlebende trifft. Darunter auch der Hausmeister B.J., der anscheinend etwas zu verbergen hat. Zudem findet Chase in einem Lagerraum Dinge von Rick und ein Foto von Ricks Familie. Seit dem 1. Oktober 2012 sind die Webisoden auf der Website von AMC online verfügbar. Greg Nicotero führte wieder Regie und John Esposito schrieb wieder das Drehbuch. Die Hauptrollen spielen Josh Stewart und Daniel Roebuck.
Für die vierte Staffel wurde die 3-teilige Webserie The Walking Dead: The Oath am 1. Oktober 2013 auf amctv.com bereitgestellt. Zeitlich sind die Webepisoden an die erste Staffel angeknüpft. Hierbei wird die Geschichte von Karina und Paul erzählt, die, nachdem ihr Camp überrannt wurde, in das Krankenhaus flüchten, wo der angeschossene Rick liegt. Die Rollen wurden durch Ashley Bell, Wyatt Russell und Ellen Greene besetzt. Greg Nicotero führte, wie schon bei den anderen Webepisoden, Regie und war für die Story zuständig.

## Kritiken
Stand: 15. April 2024
| Fernsehserie              | Metacritic        | IMDb                        |
| ------------------------- | ----------------- | --------------------------- |
| The Walking Dead          | 79 (115 Kritiken) | 8,1 (1.079.841 Bewertungen) |
| Fear the Walking Dead     | 63 (51 Kritiken)0 | 6,8 (143.879 Bewertungen)00 |
| World Beyond              | 48 (10 Kritiken)0 | 4,5 (17.808 Bewertungen)000 |
| Tales of the Walking Dead | 61 (8 Kritiken)0  | 5,9 (6.164 Bewertungen)000  |
| Dead City                 | 57 (9 Kritiken)0  | 7,2 (20.671 Bewertungen)00  |
| Daryl Dixon               | 68 (15 Kritiken)  | 7,6 (19.808 Bewertungen)00  |
| The Ones Who Live         | 61 (12 Kritiken)  | 8,2 (22.899 Bewertungen)00  |

## Comics
Alle Fernsehserien des Franchise basieren auf dem gleichnamigen Comic von Robert Kirkman. Während die Hauptserie die Adaption des Comics ist, haben die anderen Serien nur den Ursprung der eigentlichen Idee der Zombie-Apokalypse von der Graphic Novel.